# كارمن مونيه
كارمن مونيه (ولدت في نيويورك نحو عام 1895 – توفيت في سان سيباستيان عام 1959) مفكرة ورسامة إسبانية، ارتبطت فكريًا بجيل 1898، وأسهمت في عدد من الأعمال الفنية التي حملت توقيع الفنان ريكاردو باروخا ‏.

## السيرة الذاتية
تزوجت كارمن مونيه من الرسام والكاتب الإسباني ريكاردو باروخا عام 1919، وكان في الخمسين من عمره، بينما كانت لا تزال شابة. واصلت التعاون الفني والفكري مع زوجها طوال فترة زواجهما، وحرصت على فتح أبواب منزلهما لاستضافة المفكرين والمثقفين في أجواء من الحوار والإبداع.
انتمت مونيه إلى عائلة باروخا المعروفة بنشاطها الثقافي والفني. شملت عائلتها شخصيات بارزة من بينها كارمن باروخا ‏، شقيقة زوجها، والكاتب بيو باروخا، شقيق زوجها، بالإضافة إلى ابنَيْ أخيه: خوليو كارو باروخا ‏، عالم الأنثروبولوجيا المعروف، والمخرج وكاتب السيناريو بيو كارو باروخا ‏.

## المسار
مارست مونيه الرسم وشاركت في إنجاز عدد من الأعمال التي صدرت باسم زوجها ريكاردو باروخا. ساهمت، إلى جانب كارمن باروخا، في تأسيس جمعية "إل ميرلو بلانكو" المسرحية، التي خُصصت لتقديم عروض مسرحية داخلية (مسرح الحجرة) في منزل عائلة باروخا الكائن في شارع مينديثابال في مدريد.
شارك في هذا المشروع العائلي نخبة من المثقفين والفنانين، من بينهم رامون ديل بايي إنكلان، وأثورين، ومانويل أثانيا. وقدمت فيه إيسابيل أويارثابال وماجدة دوناتو عرضًا مسرحيًا بعنوان حب دي بيرليمبليم، مستوحًى من أحد نصوص فيديريكو غارثيا لوركا المخصصة لمسرح الحجرة.
دعمت أيضًا تأسيس نادي الليسيوم النسائي الثقافي، وسعت إلى تأمين التمويل اللازم له من خلال اقتراح تنظيم عروض مسرحية في إطار "إل ميرلو بلانكو"، ما مكّن الجمعية من تحقيق جزء من أهدافها. استثمرت مونيه علاقاتها الثقافية الواسعة ومكانتها بين المثقفين لتعزيز التضامن النسوي والمساهمة في تحسين وضع المرأة في المجتمع الإسباني.